# Печи, Шандор
Шандор Печи (венг. Pécsi Sándor; 18 марта 1922, Шайосентпетер — 4 ноября 1972, Будапешт) — венгерский актёр театра и кино. Заслуженный артист Венгрии (1961). Дважды лауреат Государственной премии Венгрии имени Кошута (1951, 1953).

## Биография
Окончил Театральную академию в Будапеште. Играл c 1944 на сцене Национального театра г. Мишкольца, театра им. Мадача в Будапеште и др.
С 1949 по 1972 год снялся более, чем в 70 кино- и телефильмах.

## Творчество

### Избранные театральные роли
- Цезарь («Цезарь и Клеопатра» Шоу)
- Почтмейстер («Ревизор» Гоголя)
- Полоний («Гамлет» Шекспира)

Играл в пьесах Мольера, Шиллера, Чехова, Горького, Стейнбека, Брехта, Дюрренмата, Морица, Сиглигети и многих других.

### Избранные роли в кино
- 1949 — Сабоне / Szabóné
- 1950 — Замужество Каталины Киш / Kis Katalin házassága — Барна
- 1951 — Западная зона / Nyugati övezet
- 1953 — С юным сердцем / Ifjú szívvel — Шандор Дани
- 1954 — Родственники | Rokonok
- 1955 — Жорж Данден / Dandin György, avagy a megcsúfolt férj — Жорж Данден
- 1957 — В солдатском мундире / Bakaruhában
- 1958 — Колокола уходят в Рим / A Harangok Rómába mentek
- 1958 — Зонт святого Петра / Szent Péter esernyöje
- 1959 — Любовь в четверг / Szerelem csütörtök — Маро
- 1959 — Вчера / Tegnap
- 1960 — Рангом ниже / Rangon alul — папа
- 1962 — Жерминаль / Germinal
- 1963 — Наперекор судьбе / Új Gilgames — доктор Аради
- 1963 — Диалог / Párbeszéd
- 1964 — Невесты-вдовы / Özvegy menyasszonyok
- 1964 — Как дела, молодой человек? / Hogy állunk, Fiatalember? — учитель
- 1965 — Любить воспрещается / Tilos a szerelem — Дани
- 1966 — Перстень с русалкой / Sellö a pecsétgyürün — Шалго
- 1968 — Карточный домик / Kártyavár — капитан-шкипер
- 1968 — Фальшивая Изабелла / A Hamis Izabella — Ловаш
- 1968 — Мальчишки с улицы Пал / A Pál-utcai fiúk
- 1970 — Ференц Лист. Грёзы любви / Szerelmi almok — Liszt — Гаэтанно Беллони, секретарь Листа
- 1971 — Эгей, Кроха! / Hahó, Öcsi! — пограничник
- 1971 — Вилла на Лидо / Villa a Lidón
- 1972 — У меня было тридцать два имени / Harminckét nevem volt — Форраи
- 1972 — Беги, чтобы тебя поймали / Fuss, hogy utolerjenek — Гашпар Токай